# هانس فريز
هانس فريز (بالألمانية: Hans Freese)‏ هو سباح ألماني، ولد في 17 فبراير 1918 في بريمن في ألمانيا، وتوفي في 8 يوليو 1941.

## وصلات خارجية
- هانس فريز على موقع الاتحاد الدولي للسباحة (الإنجليزية)
- هانس فريز على موقع أوليمبيديا (الإنجليزية)